# XIX. Mediteranske igre – Oran 2022.
XIX. Mediteranske igre (arap. Alʿāb al-Baḥr al-ʾAbyaḍ al-Mutawassiṭ 2022), devetnaesto su izdanje Sredozemnih igara koje se održalo od 25. lipnja do  6. srpnja 2022. u alžirskom Oranu. U 234 natjecanja sudjelovalo je 3390 športaša iz 26 sredozemnih država.
Druge su to Sredozemne igre održane u Alžiru, nakon onih iz 1975.

## Vanjske poveznice
- Službene mrežne stranice natjecanja (engl.)  Arhivirana inačica izvorne stranice od 6. lipnja 2022. (Wayback Machine)